# Saint-Tudec
Saint-Tudec (Poullaouen) est une ancienne trève de la paroisse de l'ancienne paroisse de Poullaouen. Son nom vient de saint Tudec (ou saint Tadec), assassiné vers 520 par un seigneur du Faou dans l'église de Daoulas. Selon une autre hypothèse, saint Tudec pourrait être une forme hypocoristique (affectueuse) du nom de saint Tugdual, de la même manière que saint Tudy. [TANGUY, B., Hagionomastique et histoire : Pabu Tugdual alias Tudi et les origines du diocèse de Cornouaille, p. 121, Bulletin de la Société Archéologique du Finistère, 1986.].

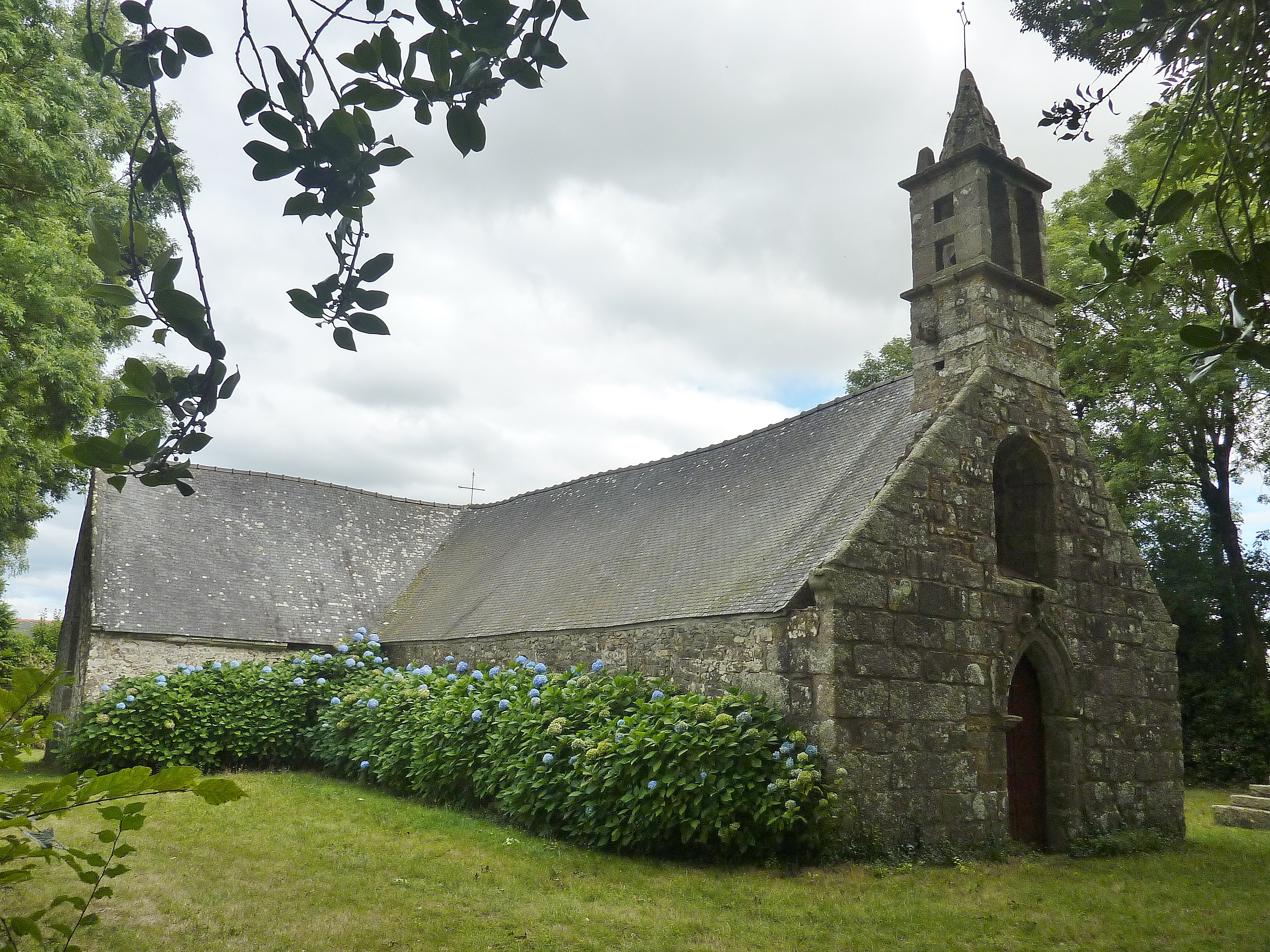
Poullaouen : la chapelle Saint-Thudec.
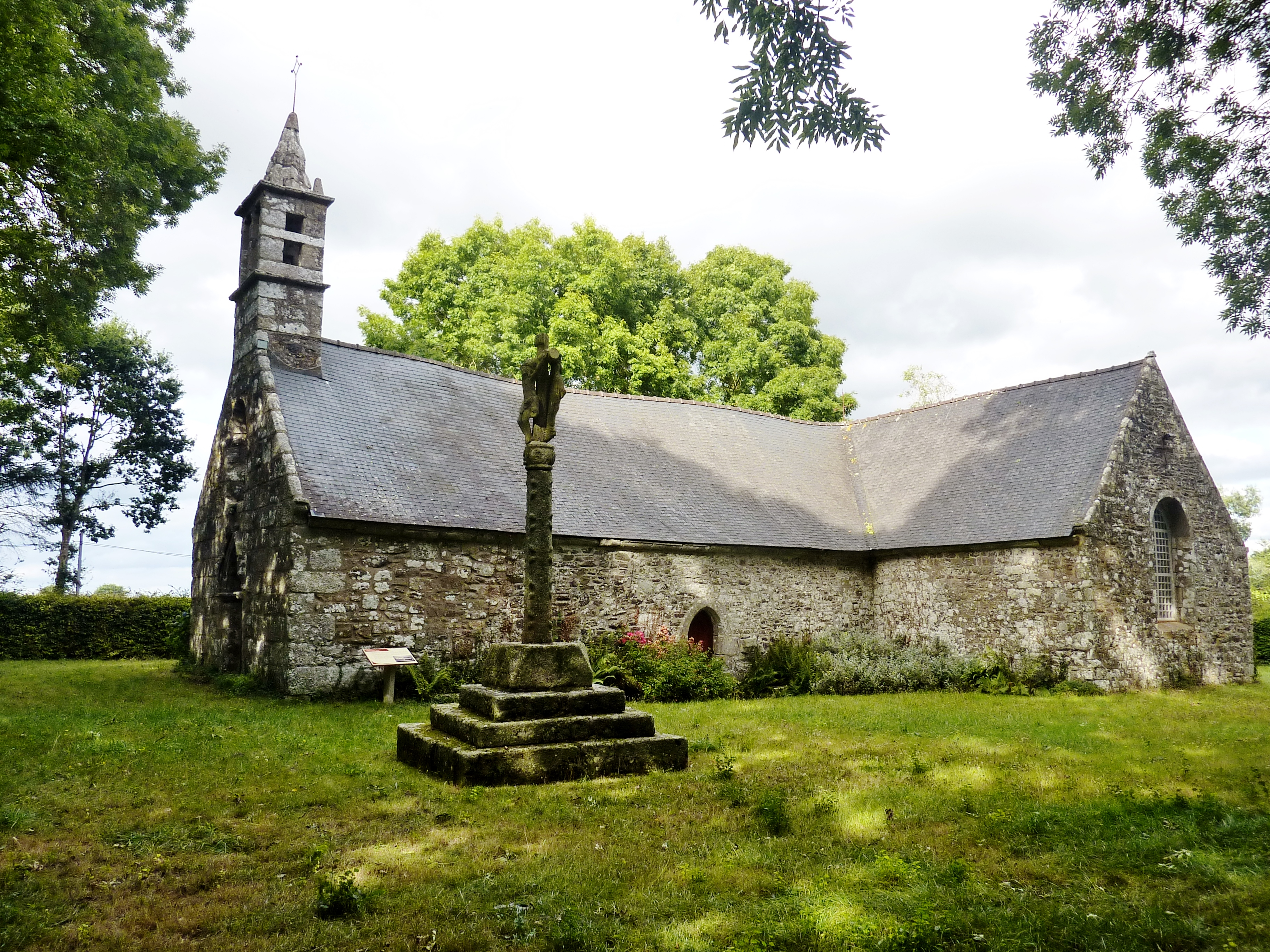
Poullaouen : la chapelle Saint-Thudec et son calvaire.
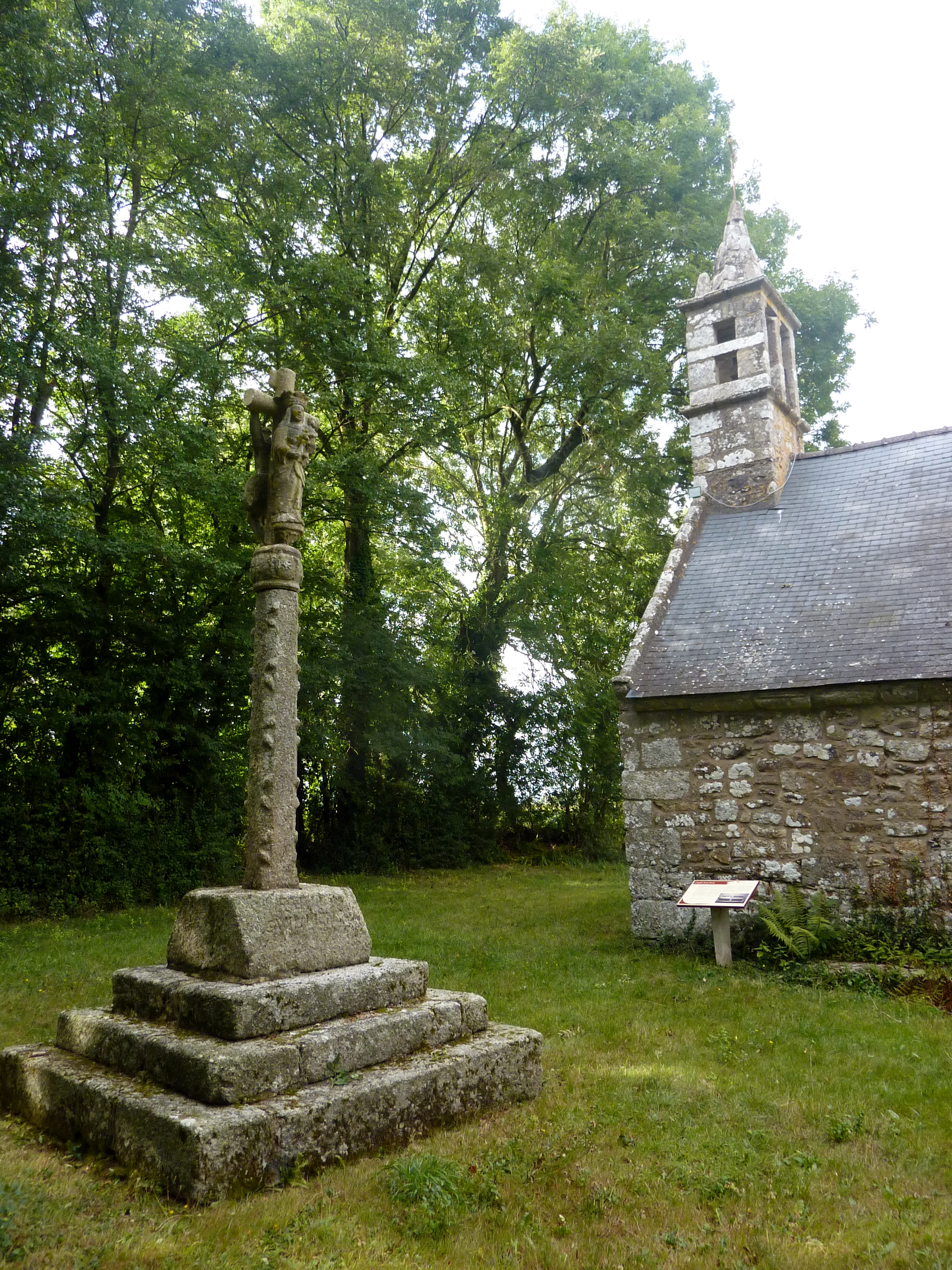
Poullaouen : le clocher de la chapelle Saint-Thudec et le calvaire.
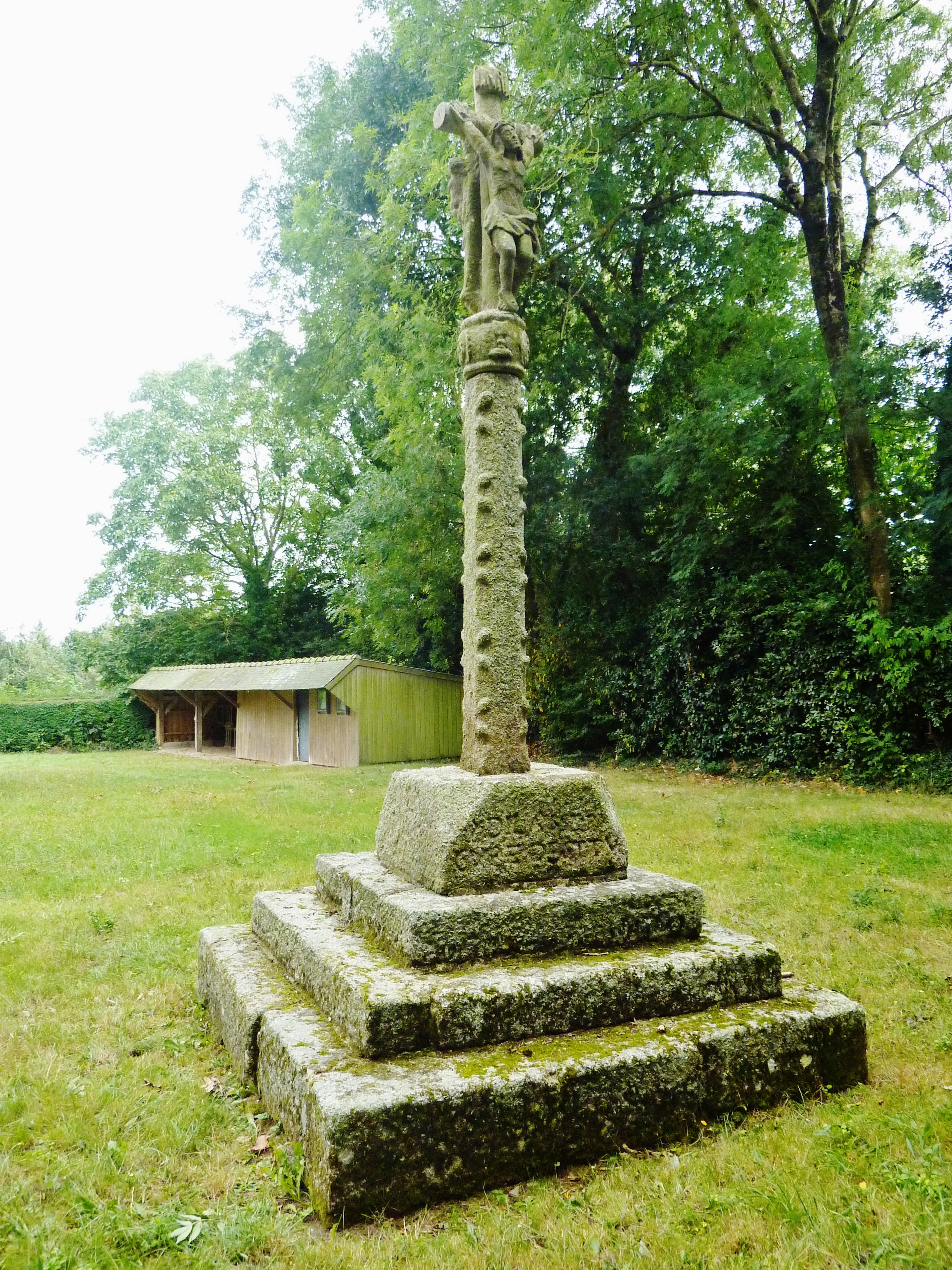
Poullaouen : le calvaire de la chapelle Saint-Thudec.

C'est actuellement un hameau dépendant de la commune de Poullaouen.